# Касел (Север)
Касел (фр. Cassel) насеље је и општина у североисточној Француској у региону Север-Па д Кале, у департману Север која припада префектури Денкерк.
По подацима из 2011. године у општини је живело 2287 становника, а густина насељености је износила 180,79 становника/km². Општина се простире на површини од 12,65 km². Налази се на средњој надморској висини од 75 метара (максималној 176 m, а минималној 32 m).

## Демографија
| 1962. | 1968. | 1975. | 1982. | 1990. | 1999. | 2011. |
| ----- | ----- | ----- | ----- | ----- | ----- | ----- |
| 2.479 | 2.621 | 2.340 | 2.223 | 2.177 | 2.290 | 2.287 |